# ایستگاه متروی ایکنهام
ایستگاه متروی ایکنهام (انگلیسی: Ickenham tube station) یکی از ایستگاه‌های خط متروپولیتن و خط پیکدیلی متروی لندن است.
این ایستگاه که در منطقه هیلینگدون لندن قرار دارد در سال ۱۹۰۴ میلادی تأسیس شده است.

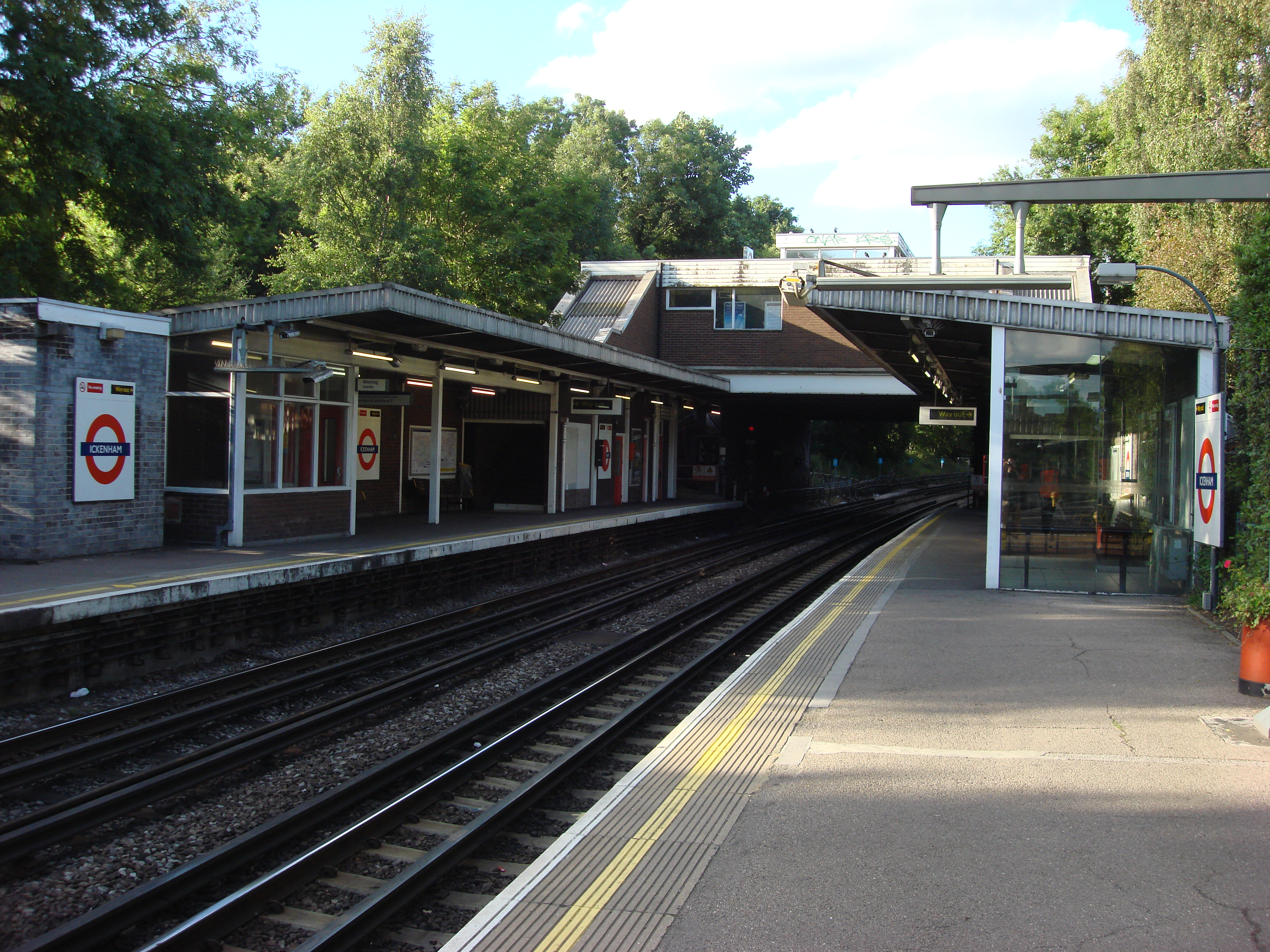
نمایی از سکوها